# Juan Monjo Pons
Juan Monjo Pons (Mahón, 5 de junio de 1818 – Vilassar de Mar, 7 de junio de 1884) fue un ingeniero mecánico y pedagogo catalán. Tiene dedicadas a su nombre: una calle en Barcelona, una calle en Arenys de Mar y una plaza en Vilassar de Mar (municipio donde se halla la gliptoteca dedicada a su nieto Enric Monjo).

## Biografía
El 1833 la familia de Joan Monjo se trasladó de Mahón a Arenys de Mar, donde su hermano Pere tenía plaza de maestro en la escuela pública. Cuando este murió prematuramente Joan lo sustituyó. En 1841 abrió una escuela privada donde tuvo alumnos destacados como Fidel Fita, Jaume Català o Josep Pasqual y Soler. 
Después se trasladó a Barcelona, donde obtuvo el título de maestro y el de ingeniero mecánico (1847). Entre 1848 y 1853 dirigió varias empresas comerciales en Cuba.
El 1861 inició una muy estrecha colaboración con Narciso Monturiol en la construcción de su segundo submarino, el Ictíneo II. Colaboración que no abandonó hasta el 1868 cuando se embargó la empresa La Navegación Submarina. El submarino había sido diseñado y construido bajo la dirección de Monjo en calidad de Arquitecto Naval y como Ingeniero Mecánico también  había aportado muchas ideas innovadoras.
Más tarde (1869), y ya casado con Teresa Segura, fue director de la Real Escuela Náutica de Arenys de Mar, hasta que se cerró el 1874 cuando, durante la tercera guerra carlista, el ayuntamiento de Arenys decidió instalar un hospital de sangre.
Ante el cierre de la escuela de Arenys, Monjo decidió montar una escuela propia y escogió Vilassar de Mar porque era una de las poblaciones con más número de armadores de la costa catalana y con unos activos astilleros. Compró un terreno y el 28 de enero de 1876 el Ayuntamiento le dio el permiso para levantar la que sería la Escuela Náutica de Vilassar la sede de la cual sería un edificio, en las afueras de la villa, obra el arquitecto Riera y Freginals de Arenys y basado en una idea del propio Monjo. Edificio situado en el que actualmente es la calle de Santa Eulàlia.

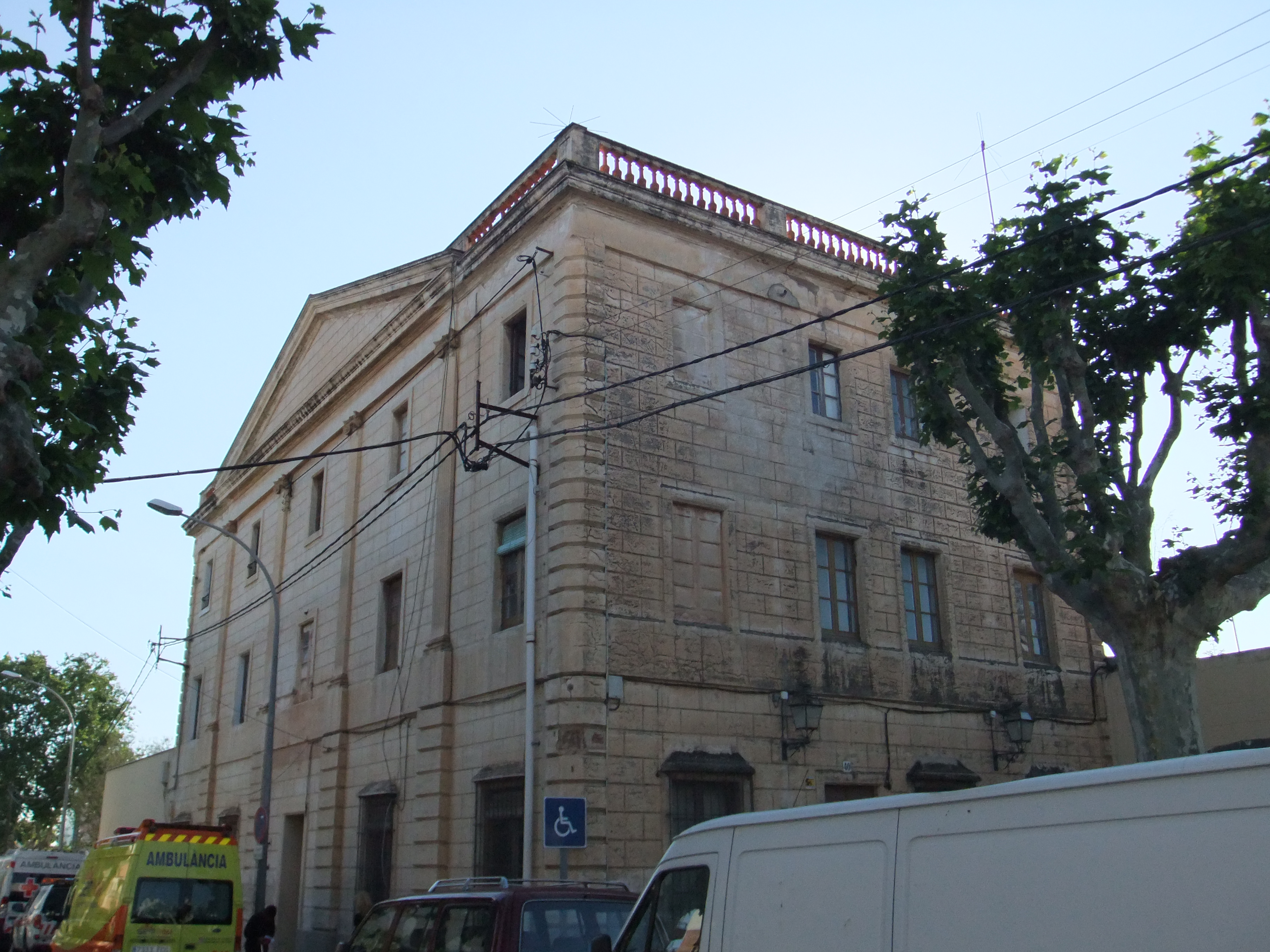
Escuela Náutica Mercantil de los Sres. Monjo, en Vilassar de Mar.

La escuela disponía de huerto, jardín, gimnasio, teatro, habitaciones para alumnos internos, comedores, etc. Monjo, ayudado al principio por sus dos hijos Rafael y Jesús, desarrolló un sistema de enseñanza muy avanzada para la época. La existencia de gimnasio lo denota; a finales del siglo XIX sólo lo tenían los buenos colegios británicos o de Suiza. Durando los meses de verano los ejercicios diarios de gimnasia eran sustituidos por salidas a la playa para practicar la natación. Los castigos corporales  estaban rigurosamente prohibidos.
Escribió varias obras de carácter técnico y académico como por ejemplo: Curso Metódico de arquitectura naval aplicada a la construcción de buques mercantes (1856); Cálculo instrumental esplicado sobre la regla calculatoria Gravet-Lenoir (1862); Manual de Cálculo Mercantil para los alumnos del colegio de San Juan de Vilasar (1876). 
Dejó inéditos dos manuales, «Gramática» y «Geometría», así como una obra de carácter más íntimo titulado «Sufrimientos morales que me ha causado el Ictíneo» publicada póstumamente (1985). También se publicó en forma de facsímil el Atlas del curso metodico de arquitectura naval (1990).

## Obras
- Curso Metódico de Arquitectura Naval aplicada a la construcción de buques mercantes, Barcelona 1856.
- Cálculo Instrumental aplicado sobre la regla calculatoria de Gravet-Lenoir, Barcelona 1862.
- Manual de Cálculo Mercantil para los alumnos del colegio de San Juan de Vilasar, 1876.
- Resolución gráfica de todos los ejemplos contenidos en el Manual de Cálculo Mercantil, Barcelona 1877.
- Manual de Gramática para uso de los alumnos del Colegio de San Juan de Vilasar, manuscrito 1879.
- Manual de Geometría, manuscrito 1880.
- Geografía astronómica, manuscrito.
- Geografía astronómica para señoritas, manuscrito.
- Rudimentos de trazados, manuscrito.
- Rudimentos de Geometría para los menores, manuscrito.
- Copia de las cartas inglesas comerciales, manuscrito.
- Rudimentos de Gramática y verbos irregulares, manuscrito.
- Curso de Aritmética decimal para señoritas, manuscrito.
- Programa de Aritmética y Álgebra, de Geometría y Trigonometría y Curbas y de Física, manuscrito.
- Sufrimientos morales que me ha causado el Ictíneo. Manuscrito publicado el 1985 con motivo del centenario de la muerte de Narciso Monturiol.
- Atlas del curso metódico de arquitectura naval, facsímil 1990.